# Fäbodtjärnen (Vilhelmina socken, Lappland)
Fäbodtjärnen är en sjö i Vilhelmina kommun i Lappland och ingår i Ångermanälvens huvudavrinningsområde.